# Scopula frigidaria
Scopula frigidaria is een nachtvlinder uit de familie van de spanners (Geometridae).
De spanwijdte van deze vlinder is 21 tot 23 millimeter. De grondkleur van de vleugels is grijs met dichte donkerbruine bespikkeling. De achtervleugel heeft dezelfde grondkleur, maar is slechts licht getekend. De tekening is bij veel exemplaren vaag.
De soort gebruikt blauwe bosbes als waardplant. De soort vliegt in een jaarlijkse generatie van eind mei tot en met juni. De rups is te vinden van juli tot in mei en overwintert. 
De soort komt voor van het noordoosten van Fennoscandinavië tot Kamtsjatka en in Noord-Amerika. 